# Roozbeh Farhangmehr
Roozbeh Farhangmehr (persisch روزبه فرهنگ‌مهر; bisherige Künstlernamen Rooz und Rooz Lee; * 22. Mai 1979 im Iran) ist ein deutscher Journalist, Moderator und DJ aus Essen. Farhangmehr ist insbesondere ein im deutschsprachigen Raum bekannter Rap- und Hip-Hop-Journalist.

## Leben und Wirken
Roozbeh Farhangmehr wurde im Iran geboren. Er gibt an, der Breakdance-Film Beat Street habe maßgebliche Auswirkung auf ihn gehabt und ihn auch zum Graffiti gebracht. Zeitweise lebte Farhangmehr – laut eigener Darstellung – vom Sprayen nach entsprechenden Aufträgen, unter anderem von seiner Heimatstadt Essen. Seinen 1987 in Essen geborenen Bruder Sinan Farhangmehr (bekannt als Sinan-G) nahm Farhangmehr während seiner Jugend zu Hip-Hop-Jams und zum Sprayen mit. Um das Jahr 2000 herum begann Farhangmehr mit dem Produzieren von Musik und mit dem DJing.
Im April 2007 musste Sinan-G eine dreijährige Haftstrafe in der JVA Siegburg wegen Bildung einer kriminellen Vereinigung und Einbruchs antreten. Daraufhin startete Roozbeh Farhangmehr die Kampagne Free Sinan-G, in der die Rapper PA Sports, Manuellsen, KC Rebell und Snaga & Pillath mitwirkten. In einem Interview kurz vor der Entlassung sagte Sinan-G, dass ihm sein Bruder Hip-Hop nahe gebracht und im Gefängnis eine Lebensperspektive geschaffen habe. In der Episode Sinan G. des Episodenfilms Zeche is nich – Sieben Blicke auf das Ruhrgebiet 2010 wurde Farhangmehr neben seinem Bruder porträtiert.
Farhangmehr ist Redakteur beim Online-Magazin HipHop.de. Er betreibt zudem seit 2012 das YouTube-Format #waslos, das auf dem Kanal von HipHop.de veröffentlicht wird. Dort interviewt Farhangmehr Rapper aus der deutschsprachigen Hip-Hop-Szene. Seine Interviews haben bis zu 3 Millionen Aufrufe auf YouTube. Zudem betreibt er den Kanal RoozWorld, in dem er Themen außerhalb des HipHops abdeckt. Am 23. März 2017 war er als Gast in der Sendung Neo Magazin Royale zu sehen.
Am 8. März 2018 veröffentlichte Farhangmehr seine Debütsingle Immer wieder mit dem Rapper MoTrip, die in der Woche danach der höchste Neueinsteiger der deutschen Singlecharts war. Die Single hielt sich 14 Wochen in den Charts. Immer Wieder ist das Produkt einer Content-Marketing-Maßnahme, die begleitend zum Launch des Smartphones Samsung Galaxy S9 durchgeführt wurde.
Im Jahr 2018 hatte Farhangmehr in der Netflix-Serie Dogs of Berlin eine Rolle als Nebendarsteller.
Er ist Gründer und Geschäftsführer einer Firma, die sich auf die Produktion, den Vertrieb und das Verlegen von Musik, das Betreiben einer Agentur für Künstler und Sportler und deren Vermittlung, Betreuung und Management, die Veranstaltung von Konzerten und Clubtouren, Marketing und Merchandise, die Planung und Entwicklung von Shows für Fernsehen und Internet-Plattformen einschließlich der Drehbücher und Skripte, sowie die Übernahme von Beratungsleistungen auf den genannten Gebieten spezialisiert hat.
Farhangmehr besitzt einen Magisterabschluss in Sozial- und Kommunikationswissenschaften.

## Diskografie
Singles

| Jahr | Titel Album    | Höchstplatzierung, Gesamtwochen, AuszeichnungChartplatzierungen (Jahr, Titel, Album, Platzierungen, Wochen, Auszeichnungen, Anmerkungen) | Höchstplatzierung, Gesamtwochen, AuszeichnungChartplatzierungen (Jahr, Titel, Album, Platzierungen, Wochen, Auszeichnungen, Anmerkungen) | Höchstplatzierung, Gesamtwochen, AuszeichnungChartplatzierungen (Jahr, Titel, Album, Platzierungen, Wochen, Auszeichnungen, Anmerkungen) | Anmerkungen                                                        |
| Jahr | Titel Album    | DE | AT | CH | Anmerkungen                                                        |
| ---- | -------------- | --- | --- | --- | ------------------------------------------------------------------ |
| 2018 | Immer wieder – | DE25 Gold · (14 Wo.)DE | AT70 (1 Wo.)AT | — | Erstveröffentlichung: 8. März 2018 Verkäufe: + 200.000; mit MoTrip |
| 2018 | Mi corazón –   | — | — | — | Erstveröffentlichung: 31. August 2018 mit Dardan & Jayem           |
| 2019 | Karte brennt – | DE97 (1 Wo.)DE | — | — | Erstveröffentlichung: 15. März 2019 mit Olexesh                    |